# Massachusetts Institute of Technology
Massachusetts Institute of Technology, skrótowiec: MIT – amerykańska uczelnia niepubliczna, politechnika o statusie uniwersyteckim, założona w 1861 w Cambridge w stanie Massachusetts.

## Historia
Uczelnia została założona z inicjatywy kilkudziesięciu przedsiębiorców z okolic Nowego Jorku i Bostonu. Jej celem jest jednoczesne kształcenie studentów i prowadzenie badań podstawowych – jednak silnie zorientowanych na praktyczne potrzeby społeczne. Z punktu widzenia prawa jest spółką akcyjną, której akcje posiada obecnie kilkaset osób (głównie członkowie rodzin założycieli oraz niektórych absolwentów).

## Podstawowe statystyki
Politechnika składa się z pięciu szkół, oferujących około 200 różnych kierunków nauczania, oraz około 300 grup badawczych i laboratoriów, działających poza strukturą szkół i tworzonych lub likwidowanych w zależności od potrzeb. Unikatową cechą instytucji jest wysoki odsetek doktorantów i pracowników naukowych w stosunku do studentów. Wynosi on niemal 1:1:1.
Kandydaci zarówno na studia podstawowe, jak i doktoranckie są selekcjonowani na podstawie osiągnięć w szkole średniej, ogólnego życiorysu i rozmowy kwalifikacyjnej. Na studia licencjackie i magisterskie startuje rocznie około 10–15 tysięcy kandydatów, z których dostaje się około tysiąca. Mniej więcej połowa z nich aklimatyzuje się na uczelni i znajduje sobie miejsca w zespołach badawczych. Około 1/5 studentów i doktorantów wywodzi się spoza Stanów Zjednoczonych.

## Uczelnia w rankingu
Massachusetts Institute of Technology uplasował się na pierwszym miejscu w Światowych Rankingach Uniwersyteckich QS w 2012.
W 2025 na drugim miejscu w rankingu czasopisma Times Higher Education.

## Kampus i budynki uczelniane
Kampus położony jest nad rzeką Charles, która oddziela Cambridge od Bostonu, na terenie ofiarowanym uczelni przez anonimowego darczyńcę. W 1916 powstał tu zespół klasycystycznych budynków, gdzie do dziś znajduje się budynek główny i Wydział Architektury. Historyczne budynki okalają z trzech stron główny dziedziniec, Killian Court. Z czwartej strony dziedziniec otwarty jest na rzekę. Na terenie kampusu znajdują się, między innymi:
- Ray and Maria Stata Center – siedziba Computer Science and Artificial Intelligence Laboratory, czyli połączenia dawnych oddzielnych Laboratory for Computer Science i Artificial Intelligence Laboratory, poprzednio mieszczących się w pobliskim wieżowcu 545 Technology Square. Stata Center postawiono w miejscu, gdzie wcześniej znajdował się słynny „budynek numer 20” – tymczasowy barak postawiony na szybko w czasie II wojny światowej na potrzeby Radiation Laboratory. „Tymczasowy” budynek użytkowany był jednak przez 50 lat. Naukowcy mogli go dowolnie przerabiać na swoje potrzeby, zmieniając układ wnętrza. Uznawany jest za jeden z najbardziej „produktywnych” budynków na uczelni.
- Kresge Auditorium z 1955, zaprojektowane przez Eero Saarinena
- Baker House – akademik autorstwa Alvara Aalto
- kaplica – zaprojektowana przez Eero Saarinena
- Dreyfus Building – najwyższy budynek, autorstwa Ieoh Ming Pei
- Media Lab – autorstwa Ieoh Ming Pei
- Simmons Hall – akademik autorstwa Stevena Holla, zbudowany w celu zapewnienia wszystkim studentom pierwszego roku miejsca na kampusie (mieści 350 pokojów oraz stołówkę, aulę i inne przestrzenie wspólne). Jest to dziesięciopiętrowy gmach oparty na modularnej siatce geometrycznej.

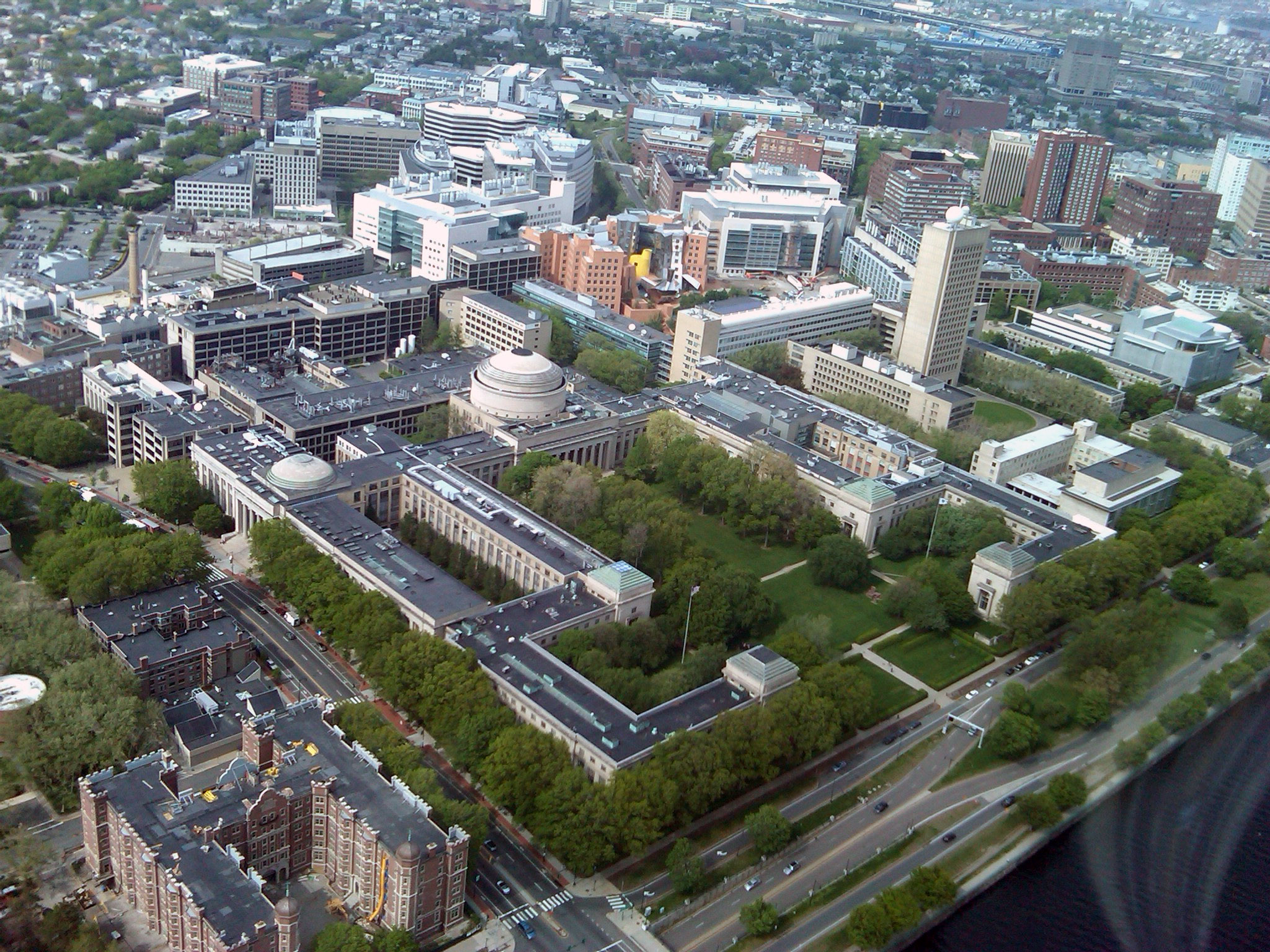
Główna oraz wschodnia część kampusu
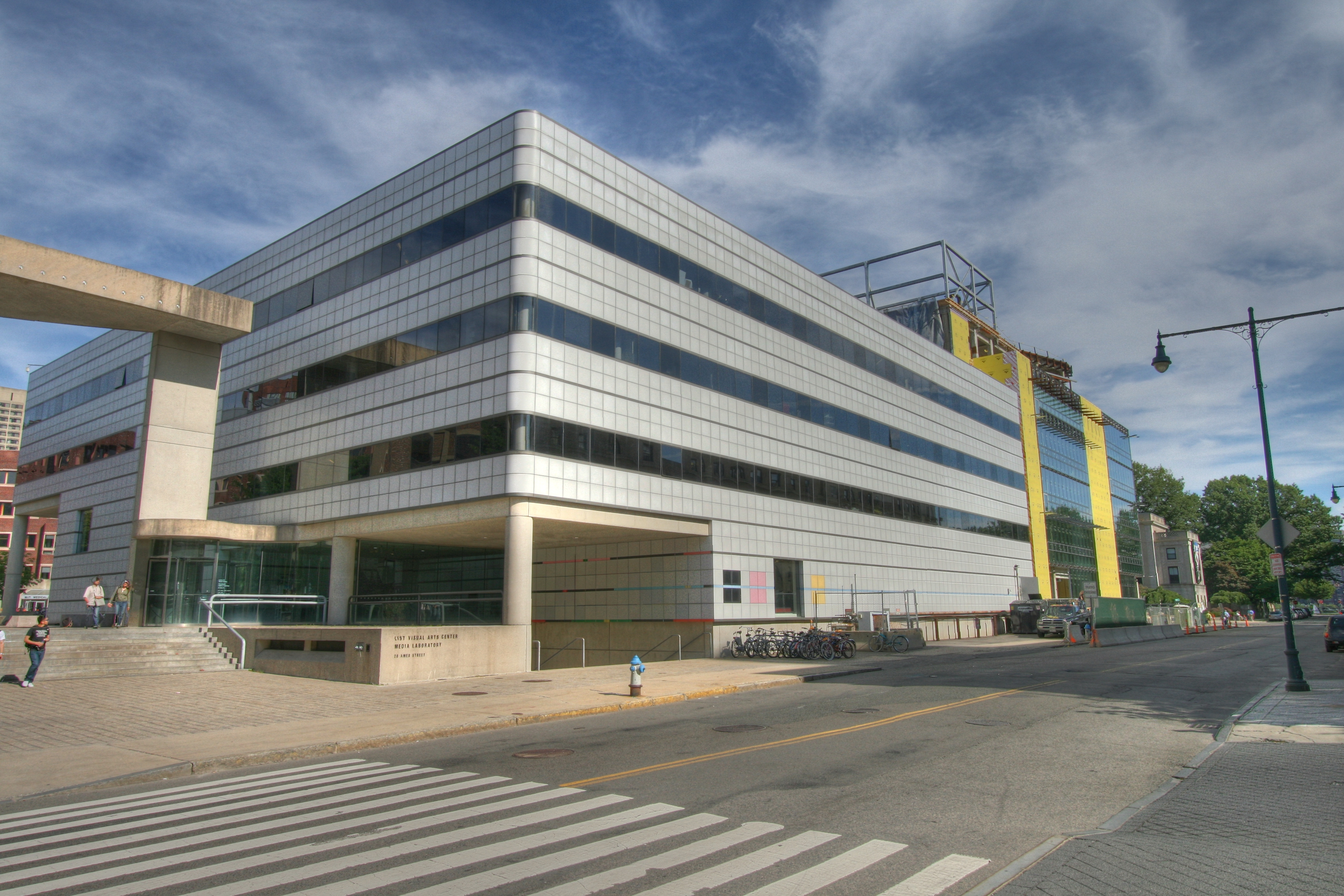
Budynek Media Labu, multidyscyplinarnej części uczelni
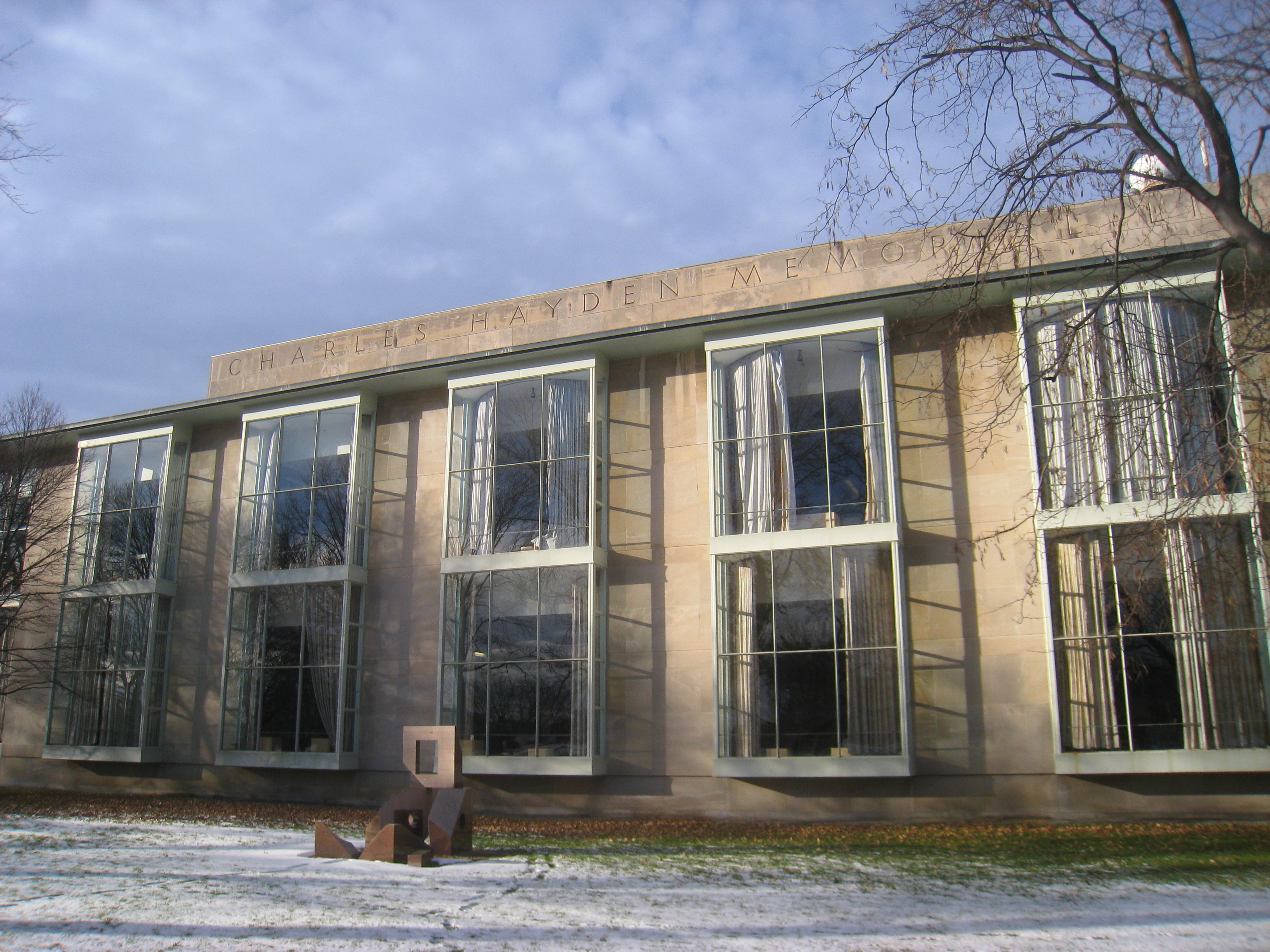
Biblioteka im. Charlesa Haydena

## Badania naukowe
Massachusetts Institute of Technology wprowadził innowacyjną strukturę nauczania i prowadzenia badań (skopiowaną później przez wiele innych uczelni, w tym Caltech). Jest uznawany za jedną z najbardziej prestiżowych uczelni technicznych w Stanach Zjednoczonych.
Badania prowadzone na politechnice zapoczątkowały wiele nowych gałęzi techniki; do najważniejszych można zaliczyć teleinformatykę, biotechnologię i nanotechnologię. Jako pierwsza uczelnia na świecie udostępnia w Internecie swoje materiały edukacyjne jako MIT Open Courseware. Projekt zakłada, że w ciągu 10 lat opublikowane zostaną materiały z 2000 programów nauczania (z dziedzin zarówno technicznych, jak i humanistycznych).

## Znani absolwenci

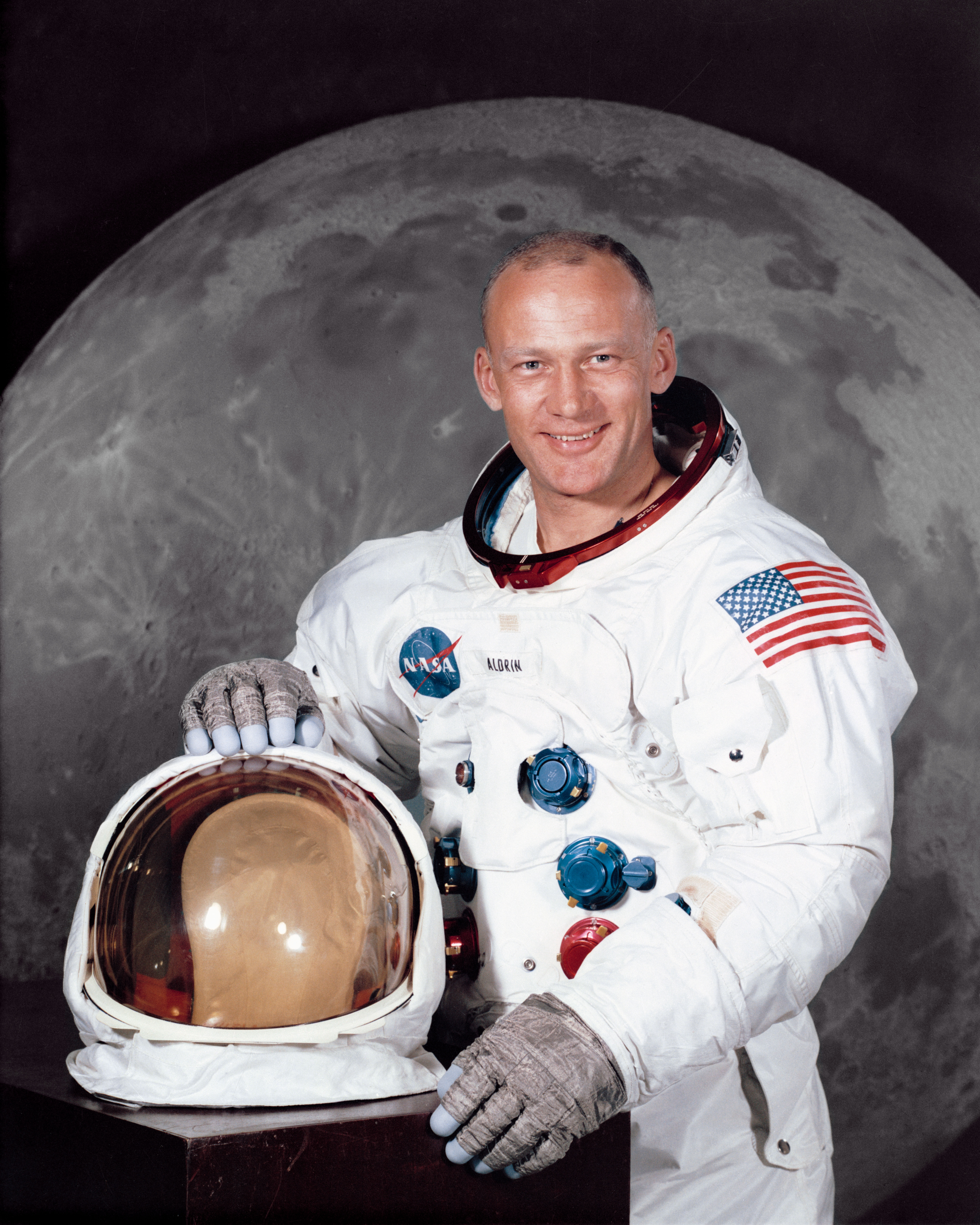
Buzz Aldrin
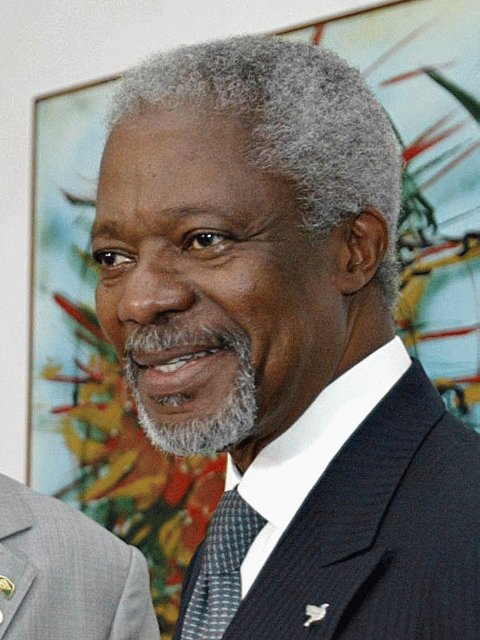
Kofi Annan
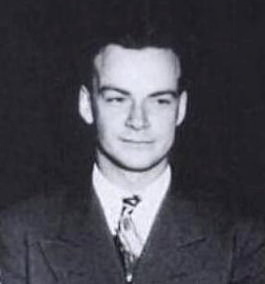
Richard Feynman
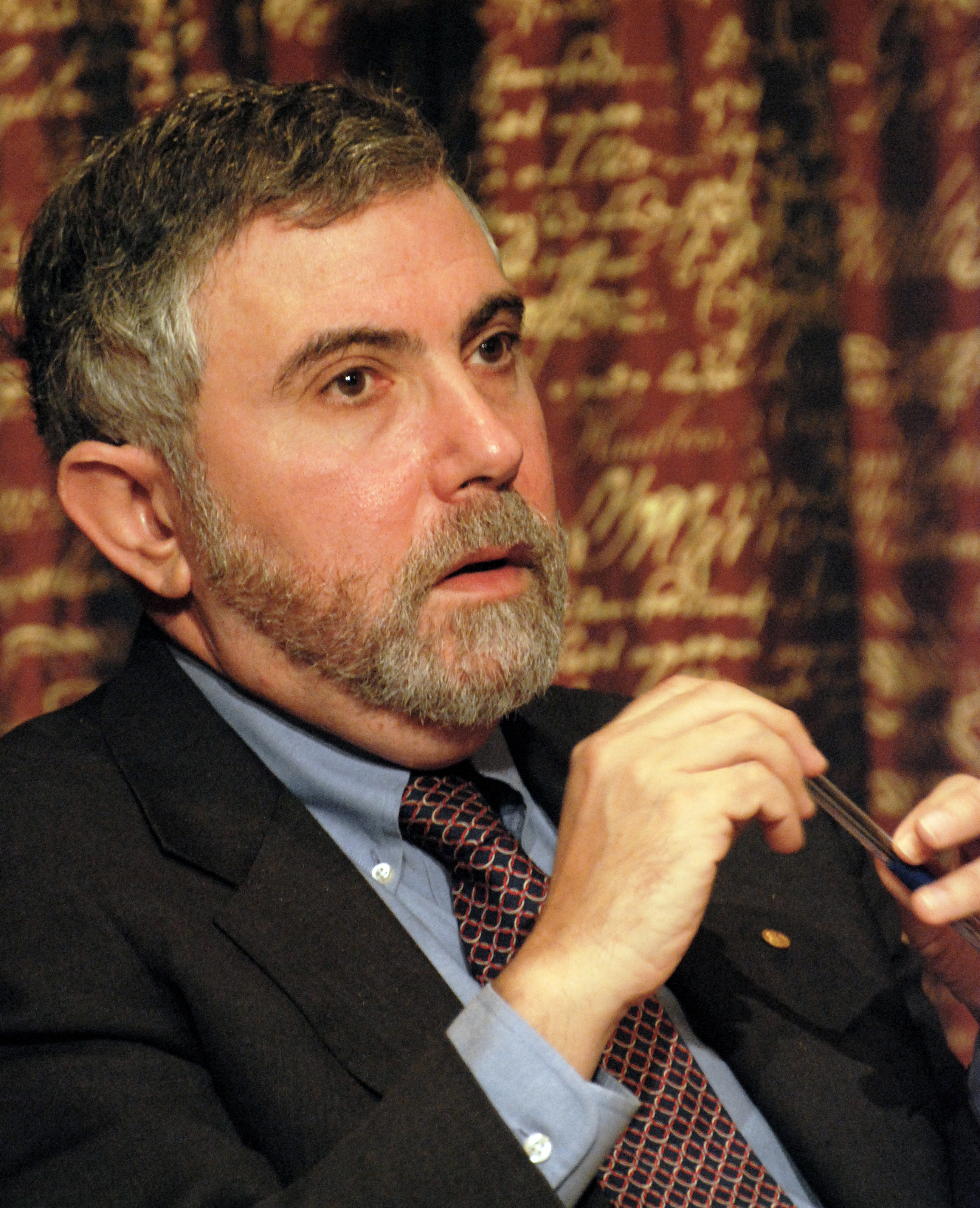
Paul Krugman
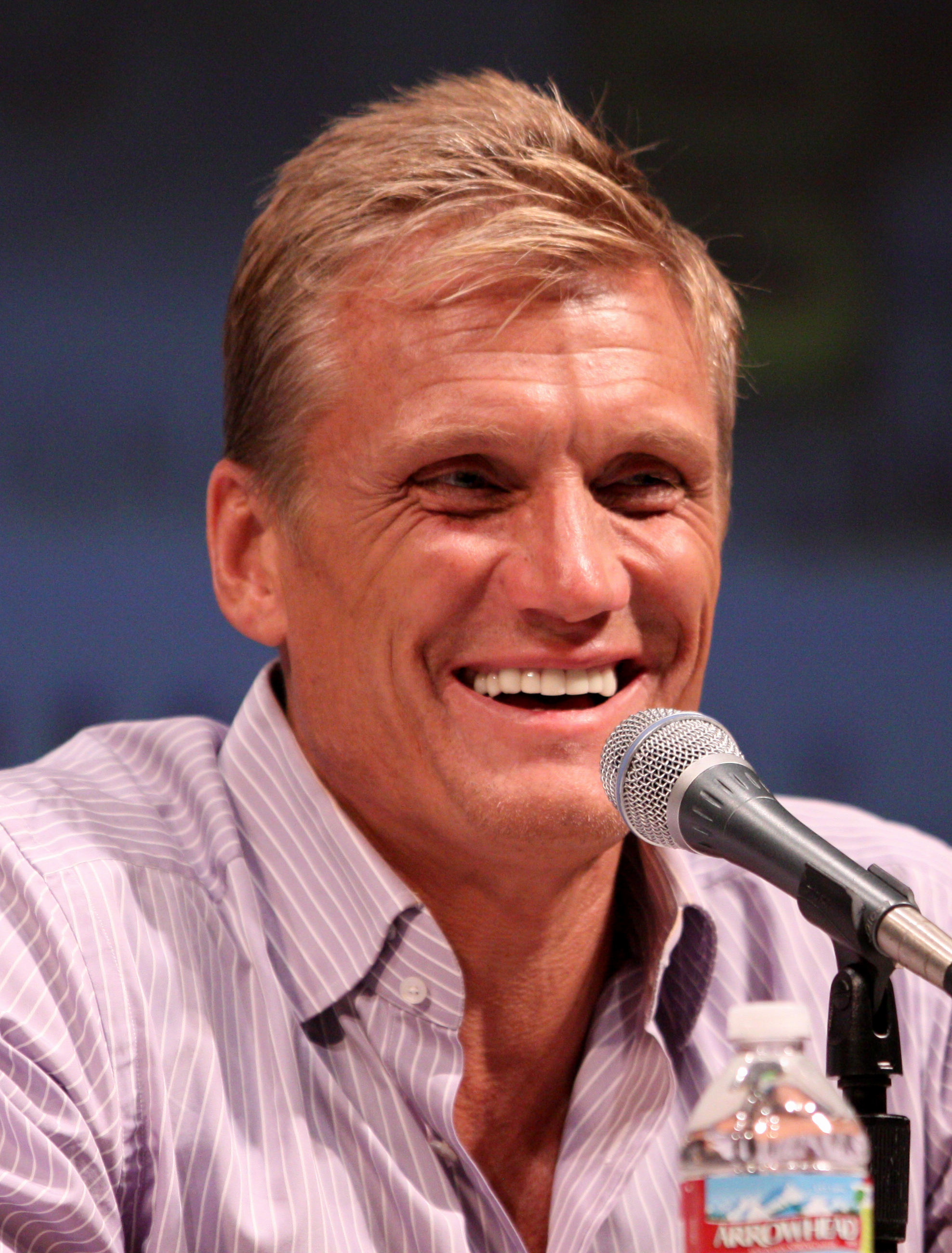
Dolph Lundgren
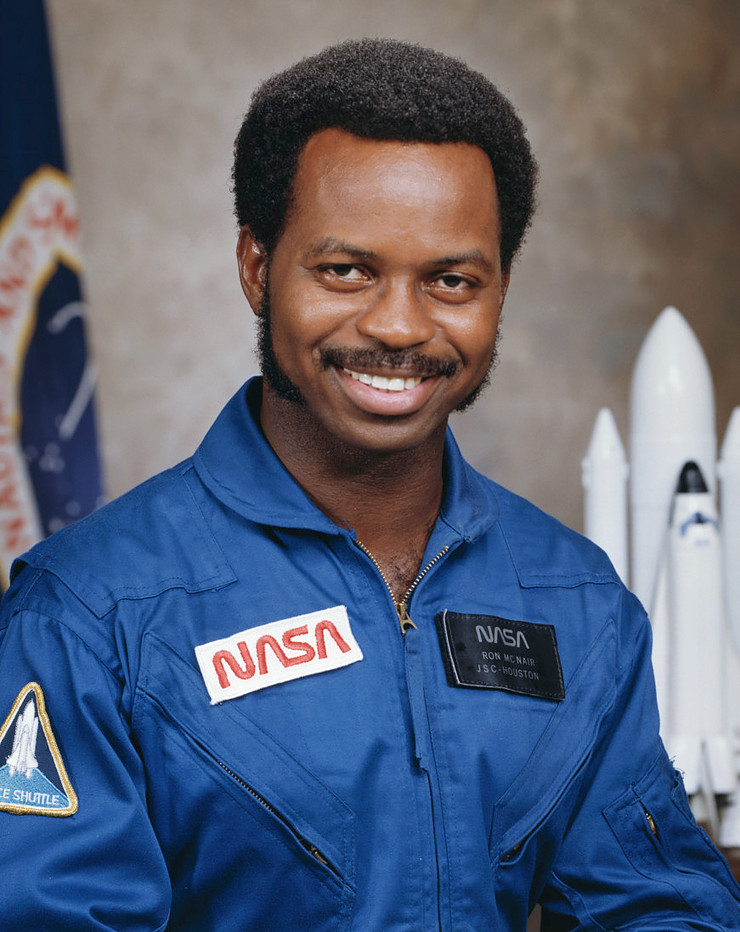
Ronald McNair
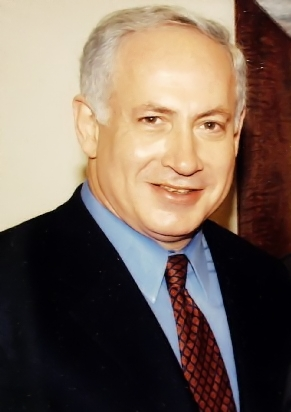
Binjamin Netanjahu
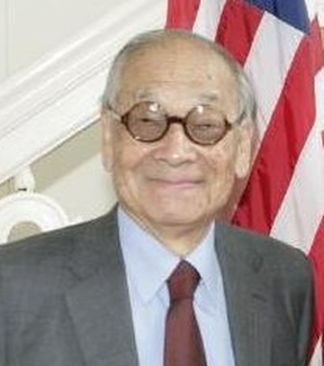
I.M. Pei